# Gipfel der Götter (Film)
Gipfel der Götter ist ein französisch-luxemburgischer Animationsfilm von Patrick Imbert aus dem Jahr 2021. Er beruht auf dem gleichnamigen Manga des japanischen Zeichners Jirō Taniguchi.

## Handlung
Fotograf und Journalist Makoto Fukamachi begleitet eine Gruppe Japaner bei einem Aufstieg an der Südwestwand des Mount Everest. Der Aufstieg wird wegen einer Schlechtwetterwand abgebrochen. In der Bar, in der sich die Gruppe anschließend aufhält, wird Fukamachi plötzlich eine Fotokamera zum Kauf angeboten, die angeblich George Mallory gehörte. Fukamachi hält die Herkunft für einen Witz und lehnt ab. Kurze Zeit später wird er Zeuge, wie die Kamera gestohlen wird. Er ist sich sicher, dass es sich bei dem Dieb um den seit drei Jahren verschollenen Bergsteiger Jouji Habu handelt. Zurück in Japan beliest sich Fukamachi zu George Mallory, den legendären Bergsteiger, der 1924 als erster den Mount Everest besteigen wollte, jedoch verschollen ist. Niemand weiß, ob er je den Gipfel erreicht hat, doch wollte er den Aufstieg fotografisch begleiten. Die Kamera wäre also eine Sensation. Fukamachis Chef bietet ihm an, an den Tantiemen beteiligt zu werden, sollte er die Kamera je finden und Fotos entwickeln. Fukamachi entschließt sich, Habu zu finden.
Er recherchiert zu ihm und befragt Wegbegleiter des Bergsteigers, der legendär ist. Mit Kouichirou Itou bestieg Habu einst im Winter erstmals den Teufelshang und erlangte dadurch Bekanntheit. Durch Tipps von Habu schaffte es kurz darauf sein Konkurrent Tsuneo Hase, den Berg allein zu besteigen und berühmt zu werden. Aufgrund seiner egozentrischen Art wurde Habu bald zum Einzelkämpfer. Als er allein die Sturmwand besteigen wollte, ließ er sich von dem Jugendlichen Buntaro überreden, ihn mitzunehmen. An der Wand stürzte der Junge jedoch durch einen eigenen Fehler. Habu wollte ihn retten, doch schnitt sich Buntaro selbst vom Seil und stürzte in die Tiefe in den Tod. Hase schickte Buntaros Schwester seither monatlich Geld, schrieb jedoch in seiner letzten Sendung vor drei Jahren, dass es da, wo er nun hingehen werde, keine Möglichkeit mehr gibt, Briefe zu versenden. Fukamachi recherchiert die Zeit nach Buntaros Tod, so leistete sich Habu mit Hase einen Zweikampf aus der Ferne und beide reisten nach Europa, um unabhängig voneinander die Drei Großen allein und im Winter zu besteigen. Habu lag in dem Wettkampf vorn, scheiterte jedoch im Juras und wurde durch Hases Rettungsmannschaft vom Berg geholt. Dabei erfroren ihm mehrere Finger der linken Hand. Habu gab das Bergsteigen auf und erfuhr aus den Nachrichten, dass Hase beim Versuch, den Mount Everest zu besteigen, ums Leben gekommen ist.
Fukamachi ist sich sicher, dass sich Habu in Nepal aufhält, um selbst den Mount Everest zu besteigen. Vor drei Jahren beantragte er eine entsprechende Lizenz, die abgelehnt wurde. Auch der letzte Brief, den Buntaros Schwester erhielt, stammte aus der letzten Siedlung vor dem Mount Everest. Fukamachi reist nach Nepal und findet Habu tatsächlich in einer Berghütte unweit des Everest-Aufstiegs. Zunächst ablehnend stimmt Habu schließlich zu, dass Fukamachi ihm beim Aufstieg über die Südwestwand folgt und diesen fotografisch festhält. Die einzigen Regeln sind dabei, dass jeder allein für sich läuft und keiner dem anderen hilft: Dieser Aufstieg ist bisher noch nie allein und ohne Sauerstoff geschafft worden. Fukamachi stimmt zu und schafft es am ersten Tag gerade so, zu Habu aufzuschließen. Am Folgetag erhält Habu eine Warnung über Funk, dass ein Sturm aufkommt und der Aufstieg über die Südwestwand zu gefährlich ist, doch klettert Habu weiter. Fukamachi sichert sich am Berg, ist jedoch dehydriert. Entgegen der Abmachung kehrt Habu um und zieht Fukamachi auf ein sicheres Stück Fels. Dadurch verliert er Zeit, die er jedoch benötigt hätte, um den Aufstieg rechtzeitig zu schaffen. Nur über das Gelbe Band käme man noch zum Gipfel, was jedoch unter den Witterungsbedingungen als unmöglich gilt. Fukamachi kehrt zum Basislager zurück, während Habu sich für den Aufstieg über das Gelbe Band entscheidet. Habu erreicht den Gipfel, kommt jedoch auf dem Rückweg am Berg im Sturm ums Leben. Fukamachi und Sherpa Ang Tshering warten mehrere Tage auf ihn, bauen dann jedoch das Lager ab. Ang Tshering gibt Fukamachi die Kamera, die tatsächlich einst George Mallory gehörte und die Habu in einen Abschiedsbrief gewickelt hat. Habu fand George Mallorys Leiche zufällig, als er einst orientierungslos am Berg eine Aufstiegsmöglichkeit suchte. Fukamachi kehrt nach Japan zurück und beginnt, die Fotos der Expedition zu entwickeln. In Habus letztem Brief hatte dieser geschrieben, nichts von dem zu bereuen, was er getan habe und was ihn schließlich das Leben gekostet hat.

## Produktion
Gipfel der Götter beruht auf dem gleichnamigen Manga des japanischen Zeichners Jirō Taniguchi, der wiederum auf Baku Yumemakuras zweiteiligem Roman Kamigami no Itadaki aus dem Jahr 1997 beruht. Der Manga erschien zwischen 2000 und 2003 und wurde in fünf Sammelbänden veröffentlicht. Die Idee zum Film geht auf Produzent Jean-Charles Ostoréro zurück, der sowohl ein großer Fan des Bergsteigens, als auch der Werke von Jirō Taniguchi ist und Gipfel der Götter 2012 entdeckte. Er erwarb kurz darauf die Filmrechte von Taniguchi.
Der Film war zunächst als 3D-Animationsfilm geplant, wobei Éric Valli und Jean-Christophe Roger als Regisseure vorgesehen waren. Den ersten Drehbuchentwurf verfasste der italienische Schriftsteller Erri De Luca. Das frühe Filmkonzept wurde im März 2015 in der Konzept-Kategorie des Festivals Cartoon Movie in Lyon präsentiert. Die Filmproduktionskosten wurden bereits damals auf 12 Millionen Euro geschätzt, wobei der Produktionsbeginn für 2016 vorgesehen war. Im März 2016 erfolgten erste Grafiktests in 3D und die Arbeit am Filmskript war bereits weit fortgeschritten. Die Arbeit am Szenario nahm schließlich vier Jahre in Anspruch, wobei die Sprünge zwischen Gegenwart und Vergangenheit durch Isao Takahatas Film Tränen der Erinnerung – Only Yesterday inspiriert wurden. Jirō Taniguchi war in die ersten Schritte der Adaption einbezogen und sah auch erste Vorzeichnungen, verstarb jedoch 2017.
Regisseur Patrick Imbert kam zwischen Ende 2016 und Anfang 2017 zum Projekt, als ein Zeichner für 2D-Testzeichnungen gesucht wurde, um das Finanzierungskonzept fertigzustellen. Erst im Laufe der Arbeit wurde Imbert auch als Regisseur des Films verpflichtet. Er kannte den Manga nicht, als er mit der Arbeit am Film begann. Neben Online-Recherchen zum Bergsteigen und den Bergen standen dem Team auch erfahrene Bergsteiger für Detailfragen zur Verfügung, darunter auch einer, der den Mount Everest bereits bestiegen hatte.
Die Arbeit am Film selbst nahm 2,5 Jahre in Anspruch, die Animation erfolgte digital in 2D. Beteiligt waren Animationsstudios in Paris (Studio Fost), Luxemburg (Studio 352) und Bourg-lès-Valence (Les Astronautes). Finanzielle Unterstützung erhielt der Film unter anderem durch die Fondation Gan, die den Film 2018 als eines von fünf Projekten zur Förderung auswählte und zudem mit dem Spezialpreis auszeichnete.
Gipfel der Götter erlebte am 10. Juli 2021 im Rahmen der Internationalen Filmfestspiele von Cannes 2021 seine Premiere, wo er im Wettbewerb der Sektion Cinéma de la Plage lief. Der Film kam am 22. September 2021 in die französischen Kinos. Bis Jahresende hatten ihn 203.000 Zuschauer gesehen. Netflix veröffentlichte Gipfel der Götter am 30. November 2021 in zahlreichen Ländern digital, darunter auch in Deutschland.

## Synchronisation
| Rolle              | Originalsprecher    | Synchronsprecher      |
| ------------------ | ------------------- | --------------------- |
| Makoto Fukamachi   | Damien Boisseau     | Dennis Herrmann       |
| Jouji Habu         | Eric Herson-Macarel | Till Endemann         |
| Tsuneo Hase        | Marc Arnaud         | Michael Ernst         |
| Kouichirou Itou    | Luc Bernard         | Pierre Peters-Arnolds |
| Chefredakteur      | Philippe Vincent    | Lutz Schnell          |
| Ang Tsering        | François Dunoyer    | Michael Tietz         |
| Buntarou Kishi     | Kylian Rehlinger    | Tom Ferenc            |
| Makio Inoue (alt)  | Jerome Keen         | Johannes Berenz       |
| Makio Inoue (jung) | Gauthier Battoue    | Konrad Bösherz        |
| Nima               | Cédric Dumont       | Matthias Deutelmoser  |
| Ryouko Kishi       | Elisabeth Ventura   | Berenice Weichert     |
| Toshiro / Tanaka   | Keisuke Hoashi      | Tino Kießling         |

## Auszeichnungen
Gipfel der Götter gewann im November 2021 den American Students Award des COLCOA French Film Festivals. Bei den Prix Lumières 2022 gewann der Film den Preis in der Kategorie Bester Animationsfilm und war für einen weiteren Preis in der Kategorie Beste Filmmusik nominiert. Gipfel der Götter gewann beim César 2022 den Preis als Bester Animationsfilm.
Gipfel der Götter wurde 2022 für einen Annie Award in der Kategorie Best Animated Independent Feature nominiert und erhielt zwei Nominierungen für einen Chlotrudis Award (Hidden Treasure, Beste Filmmusik).